# Dominic DeNucci

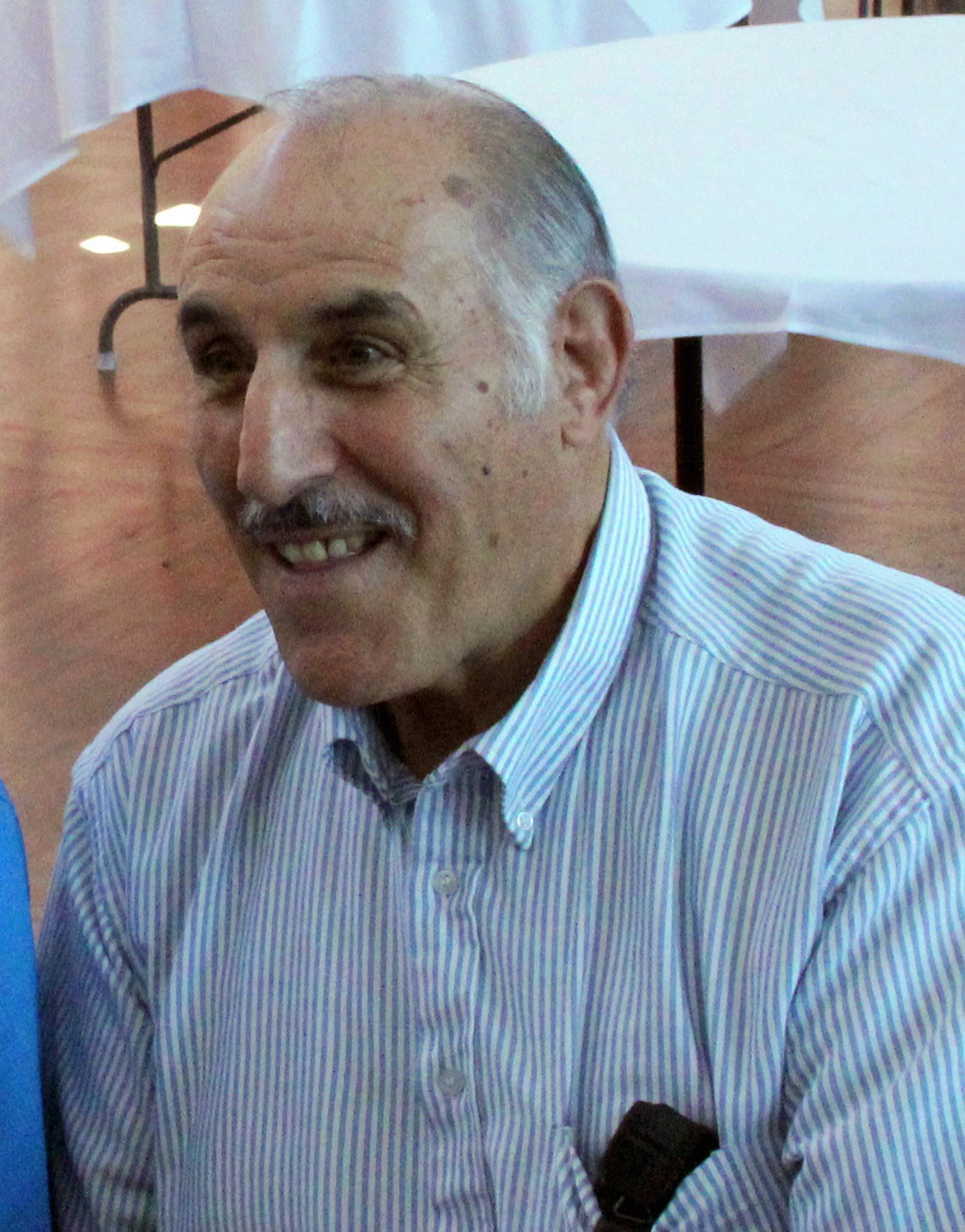
Dominic DeNucci, 2012

Dominic DeNucci, bürgerlich Domenico A. Nucciarone  (* 23. Januar 1931 in Venedig; † 12. August 2021), war ein italienischstämmiger US-amerikanischer Wrestler. Er war außerdem Wrestling-Trainer, der Größen wie Mick Foley und Shane Douglas sowie den Schiedsrichter Brian Hildebrand trainiert hat.

## Wrestlingkarriere
Sein Wrestlingdebüt gab Dominic DeNucci 1958. Er trat zunächst als Masked Marvel auf, verlor jedoch seine Maske in einem Match am 21. Januar 1959.
Am 18. Juni 1971 erhielt DeNucci seinen ersten WWWF-Titel, den WWWF International Tag Team Championship zusammen mit Bruno Sammartino. Drei Tage später verloren sie ihn wieder an das Tag-Team The Mongols.
Am 13. Mai 1975 besiegten DeNucci und Victor Rivera Jimmy und Johnny Valiant und wurden WWWF World Tag Team Champions. Im Juni verließ Rivera die WWWF und Pat Barrett wurde DeNuccis Ersatzpartner. Drei Monate später gaben sie den Titel an The Blackjacks ab.
DeNucci wurde ein weiteres Mal zusammen mit Dino Bravo WWWF World Tag Team Champion, als sie in einem Match am 14. März 1978 Professor Tanaka und Mr. Fuji besiegen durften. Sie behielten den Titel bis zum 26. Juni, als sie ihn an The Yukon Lumberjacks weitergaben.
DeNucci wrestlete auch für Big Time Wrestling in Detroit und war sehr populär in den Territorien von Michigan und Ohio.

## Trainer
Nach dem Ende seiner aktiven Wrestlingkarriere trainierte DeNucci unter anderem Mick Foley, Shane Douglas und Brian Hildebrand. Er wird auch in der Autobiografie Have a Nice Day: A Tale of Blood and Sweatsocks mehrfach erwähnt, insbesondere in dem Eröffnungskapitel. Auch nach Beendigung seiner Karriere trat er bei einzelnen Matches an.

## Wrestlingtitel
- American Wrestling Alliance
  - AWA United States Heavyweight Championship (1×)

- Championship Wrestling from Florida
  - NWA Florida Tag Team Championship (1×) – mit Tony Parisi

- Lutte Internationale
  - Canadian International Tag Team Championship (1×) – mit Nick DeCarlo

- NWA All-Star Wrestling
  - NWA Canadian Tag Team Championship (Vancouver version) (1×) – mit Don Leo Jonathan
  - NWA World Tag Team Championship (Vancouver version) (1×) – mit Don Leo Jonathan

- National Wrestling Federation
  - NWF Heavyweight Championship (1×)
  - NWF North American Heavyweight Championship (1×)
  - NWF World Tag Team Championship (1×) – mit Tony Parisi

- World Championship Wrestling (Australien)
  - IWA World Heavyweight Championship (3×)
  - IWA World Tag Team Championship (3×) – mit Mark Lewin (1×), Antonio Pugliese (1×) und Mario Milano (1×)

- World Wrestling Association (Indianapolis)
  - WWA World Tag Team Championship (1×) – mit Wilbur Snyder[8]

- World Wide Wrestling Federation
  - WWWF International Tag Team Championship – mit Bruno Sammartino[4]
  - WWWF World Tag Team Championship (2×) – mit Victor Rivera und später Pat Barrett (1×) und Dino Bravo (1×)[5][6]

- Weitere Titel
  - West Virginia Tag Team Championship (1×) – mit Apache Lou[9]